# فرودگاه انونتکیو
فرودگاه انونتکیو (به انگلیسی: Enontekiö Airport) (به زبان بومی: Enontekiön lentoasema) یک فرودگاه همگانی مسافربری با کد یاتا ENF است که یک باند فرود آسفالت دارد و طول باند آن ۲۰۰۱ متر است. این فرودگاه در کشور فنلاند قرار دارد و در ارتفاع ۳۰۶ متری از سطح دریا واقع شده است.

## شرکت‌های هواپیمایی و مقصدهای پروازی
| شرکت‌های هواپیمایی                       | مقصدهای پروازی |
| --------------------------------------- | --- |
| فن‌ایر اجرا توسط نوردیک رجیونال ایرلاینز | فصلی: هلسینکی (PSO) |
| Transun اجرا توسط انتر ایر              | چارتر فصلی: آبردین، بلفاست، بیرمنگام، کاردیف، ایست میدلند، ادینبرو، اکستر، گلاسگو، لیدز برادفورد، گاتویک، منچستر, ساوت‌همپتون (only one flight per year from each destination) |